# NGC 2583
NGC 2583 is een elliptisch sterrenstelsel in het sterrenbeeld Waterslang. Het hemelobject werd in 1886 ontdekt door de Amerikaanse astronoom Frank Muller.

## Synoniemen
- MCG -1-22-8
- PGC 23516